# Jakob Missia
Jakob Missia (Ljutomer, 30 de junho de 1838 - Gorizia, 23 de março de 1902) foi um cardeal da Igreja Católica esloveno, arcebispo de Görz e Gradisca.

## Biografia
Filho de Martin Missia, um fazendeiro, e Neža Pintarič, seu sobrenome, Misel ou Mislej, foi posteriormente latinizado como Missia.  Ele frequentou a escola de música em Maribor e Radgona. Seu irmão, o padre Anton, então capelão em Voitsberg, preparou-o para os estudos secundários. Estudou Humanidades no Seminário Episcopal de Lavant (atual Maribor) de 1849 a 1857; de 1857 a 1858, ele estudou teologia em Graz. Recebeu as insígnias do caráter clerical em 15 de novembro de 1857 e as ordens menores em 11 de abril de 1858. Em outubro de 1858, o bispo Otakar Attems o enviou para estudar filosofia e teologia no Collegium Germanicum et Hungaricum de Roma; e, finalmente, na Pontifícia Universidade Gregoriana de Roma, onde obteve o doutorado em teologia em agosto de 1864.
Foi ordenado padre em 30 de maio de 1863, em Roma.  Na diocese de Seckau, foi professor e prefeito do Seminário menor de Graz por dois anos. Entre 1866 e 1871, foi capelão e secretário de dois bispos de Seckau - Ottokar Maria Count Attems e Johann Baptist Zwergerj. Ele também foi examinador sinodal e advogado consistorial em 1871. Mais tarde, em Graz, ele serviu como Chanceler do ordinariato e cânone do capítulo da catedral em 1879. Foi nomeado Camareiro Privado de Sua Santidade em 1879.
Foi apresentado pelo imperador Francisco José I da Áustria para a Sé de Laibach em 14 de junho de 1884. Teve seu nome confirmado em 10 de novembro de 1884 e foi consagrado em 7 de dezembro, em Graz, por Johann Baptist Zwerger, bispo de Graz, assistido por Johannes Haller, bispo titular de Adraa e Bispo auxiliar de Salzburgo, e por Anton Josef Gruscha, bispo-titular de Carré, esmoler-chefe dos exércitos imperiais.
Promovido à sé metropolitana de Görz e Gradisca em 24 de março de 1898, recebeu o pálio no mesmo dia. Como arcebispo de Gorizia consagrou a arquidiocese ao Sagrado Coração em 24 de julho de 1898, ano em que se pensava construir uma catedral dedicada ao Sagrado Coração na área urbana ao sul da cidade; a catedral, no entanto, foi construída uma década depois. Construiu uma nova ala do palácio do arcebispo de Gorizia (1900), no centro da qual colocou uma capela neoromânica, como já havia feito em Ljubljana.
Foi criado cardeal pelo Papa Leão XIII, no Consistório de 19 de junho de 1899, recebendo o barrete vermelho e o título de cardeal-presbítero de Santo Estêvão no Monte Celio em 14 de dezembro. Ele foi o primeiro cardeal de nacionalidade eslovena.
Faleceu em 23 de março de 1902, após sofrer um forte ataque cardíaco, em Gorizia. Foi velado e sepultado na Catedral Metropolitana de Gorizia.